# Список министров труда Израиля
Министр труда (ивр. שר העבודה‎) — политический глава Министерства труда Израиля и место в кабинете израильского правительства. Пост министра труда был создан в 1948 году под названием «министр труда и строительства», в 1949 году переименованный в «министр труда и социального обеспечения».
В 1977 году пост был объединен с министром благосостояния, получив название «министр труда и социального обеспечения». В 2003 году функция труда была передана министру промышленности и торговли, который был переименован в министра промышленности, торговли и труда, в 2013 году переименован в министра экономики, а с 2015 года называется министром экономики и промышленности.

## Список министров
Всего в истории государства Израиль было 8 министров труда, с первого по семнадцатое правительство Израиля.
| №                                 | Фото | Имя             | Партия       | Правительство  | Срок                            |
| --------------------------------- | ---- | --------------- | ------------ | -------------- | ------------------------------- |
| Министр труда и строительства     |      |                 |              |                |                                 |
| 1                                 |      | Мордехай Бентов | МАПАМ        | вр. прав.      | 14 мая 1948 — 10 марта 1949     |
| Министр труда и социальной защиты |      |                 |              |                |                                 |
| 2                                 |      | Голда Меир      | МАПАЙ        | 1, 2           | 10 марта 1949 — 8 октября 1951  |
| Министр труда                     |      |                 |              |                |                                 |
|                                   |      | Голда Меир      | МАПАЙ        | 3, 4, 5, 6, 7  | 8 октября 1951 — 19 июня 1956   |
| 3                                 |      | Мордехай Намир  | Маарах       | 7, 8           | 19 июня 1956 — 17 декабря 1959  |
| 4                                 |      | Гиора Йосефталь | МАПАЙ        | 9              | 17 декабря 1959 — 2 ноября 1961 |
| 5                                 |      | Игаль Алон      | МАПАЙ, Авода | 10, 11, 12, 13 | 2 ноября 1961 — 1 июля 1968     |
| 6                                 |      | Йосеф Альмоги   | МАПАЙ, РАФИ  | 13, 14, 15     | 8 июля 1968 — 10 марта 1974     |
| 7                                 |      | Ицхак Рабин     | Авода        | 16             | 10 марта 1974 — 3 июня 1974     |
| 8                                 |      | Моше Барам      | Авода        | 17             | 3 июня 1974 — 20 июня 1977      |